# 馬特·科查克中士級海上預置艦
馬特·科查克中士級海上預置艦是一款於1980年代初期投入美國海軍的軍用貨輪。該級於太陽造船公司出廠後先於沃特曼輪船公司服役，而後在不久後被美國海軍收購，並在進行軍事化改裝加入美軍，編入海上預置艦中隊。服役後的該級曾參與包括沙漠盾牌行動在內的多次行動及演習。
美國海軍雖曾於2020年9月29日與克勞利政府服務公司（英語：Crowley Government Services Inc.）簽訂包括該級與羅伊·M·惠特准下士號共四艘的維護合同，然而該級還是於2023年3月21日從海軍除籍。

## 同級艦
| 艦名                    | 舷號              | 造船廠       | 下水       | 服役（民用） | 服役（軍用） | 退役       | 結局   |
| ----------------------- | ----------------- | ------------ | ---------- | ------------ | ------------ | ---------- | ------ |
| 馬特·科查克中士號       | AK-3005/T-AK-3005 | 太陽造船公司 | 約1981     | 1983-03-23   | 1984         | 2023-03-21 | 已除籍 |
| 史蒂芬·W·普雷斯少校號   | AK-3007/T-AK-3007 | 太陽造船公司 | 1982-10-24 | 1983         | 1985         | 2023-03-21 | 已除籍 |
| 尤因·A·奧布雷岡一等兵號 | AK-3006/T-AK-3006 | 太陽造船公司 | 1982-05-15 | 1983-02-11   | 1985         | 2023-03-21 | 已除籍 |

## 補充
1. ↑  羅伊·M·惠特准下士號於2021年就已除籍
2. ↑  致敬在一戰中犧牲並分別榮獲陸軍與海軍榮譽勳章的海軍陸戰隊成員馬特·科查克（英语：Matej Kocak）中士
3. ↑  於該日除籍，退役日期不詳
4. ↑  致敬在越戰中犧牲榮獲榮譽勳章的海軍陸戰隊成員史蒂芬·W·普雷斯（英语：Stephen W. Pless）少校
5. ↑  致敬在韓戰中犧牲榮獲榮譽勳章的海軍陸戰隊成員尤因·A·奧布雷岡（英语：Eugene A. Obregon）一等兵